# アンリ＝ルイ＝マリー・ド・ロアン
アンリ＝ルイ＝マリー・ド・ロアン（Henri-Louis-Marie de Rohan, prince de Guéméné, 1745年8月30日 - 1809年4月24日）は、ブルボン朝末期フランスの貴族、廷臣。ゲメネ公。フランス王室侍従長を務めたが、1782年に自己破産（ロアン＝ゲメネ破産事件）したために役職を失った。フランス革命後はオーストリア帝国に移住・帰化した。

## 生涯
モンバゾン公ジュール・ド・ロアンとその妻マリー・ルイーズ・ド・ラ・トゥール・ドーヴェルニュの間の長男。父はロアン家の兄脈ロアン＝ゲメネ家の家長で、旧ブルターニュ公国の公位請求権を持っていた。1761年1月15日、同族のスービーズ公シャルル・ド・ロアンの娘で又従姉のヴィクトワール・ド・ロアンと結婚。この結婚を通じて王族コンデ公ルイ・ジョゼフと義兄弟の関係となった。ハンサムで礼儀正しいと評判で、国王ルイ16世夫妻の寵愛が深かった。1775年、母方叔父のブイヨン公ゴドフロワが王室侍従長を辞任すると、その役職は彼の息子でなく甥のゲメネ公に与えられた。これは王妃マリー・アントワネットの推薦によるものだった。翌1776年、妻のゲメネ公妃も義理の叔母マルサン夫人から王家のガヴァネスの役職を引きついだ。
ところが1782年、ゲメネ公は突如として次々に個人的・政治的不幸に襲われた。まず、肺結核を患った愛人のディロン伯爵夫人と死に別れた。さらに、詐欺的な商法を扱う公証人マルシャンの助言で始めた年金事業の利息が支払い不可能になり、3300万リーヴルという莫大な債務を負ったまま破産した（ロアン＝ゲメネ破産事件）。ゲメネ公夫妻は宮廷の役職を退き、ヴェルサイユを去った。夫妻は持ち家であるパリ・ヴォージュ広場の本邸オテル・ド・ロアン＝ゲムネやモントルイユの別邸を含む資産の大部分を売却した。モントルイユの屋敷と所領はルイ16世の好意で王室買い上げとなり、その後、王妹マダム・エリザベートに譲渡された。ロアン一族は強い結束力を示し、ゲメネ公夫妻の作った借金を必死になって返済しようとした。しかしゲメネ公夫妻の転落はロアン家の宮廷における勢力凋落を意味し、このためゲメネ公の父方叔父ルイ・ド・ロアン枢機卿は国王夫妻の寵を得ようと必死になり、結果として枢機卿を巻き込んだ首飾り事件の発生に影響したと考えられている。
1787年に義父スービーズ公が死ぬと、その爵位や資産を相続した。1789年フランス革命が起きると、家族と共に国境を越えてオーストリア領に逃れ、ベルギーを経由してボヘミアに落ち着いた。1808年、オーストリア皇帝フランツ1世よりオーストリア貴族の爵位ロアン侯位を与えられ、以後彼の子孫のロアン家（ロアン＝ゲメネ家及びロアン＝ロシュフォール家）はボヘミア貴族として続いた。

## 子孫
妻ヴィクトワールとの間に3男2女をもうけた。
- シャルロット＝ヴィクトワール＝ジョゼフ＝アンリエット（1761年 - 1771年）
- シャルル＝アラン＝ガブリエル（1763年 - 1836年） - 1781年ルイーズ＝アレー・ド・コンフラン＝ダルマンティエールと結婚、ロアン侯
  - ベルト（1782年 - 1841年） - 1800年叔父ルイ＝ヴィクトル＝メリアデック公子と結婚
- マリー＝ルイーズ＝ジョゼフィーヌ（1765年 - 1839年） - 1780年分家筋のロシュフォール公シャルル＝ルイ＝ガスパール・ド・ロアンと結婚
  - ガスパリーヌ（1798年 - 1871年） - 1822年ロイス＝グライツ侯ハインリヒ19世と結婚
  - カミーユ（1800年 - 1892年） - 1826年レーヴェンシュタイン＝ヴェルトハイム＝ローゼンベルク侯女アーデルハイトと結婚、ロアン侯
  - バンジャマン（1804年 - 1846年） - 1825年クロイ公女ステファニーと結婚
    - アルトゥール（1826年 - 1885年） - 1850年伯爵令嬢ガブリエーレ・フォン・ヴァルトシュタイン＝ヴァルテンブルクと結婚
      - アラン（1853年 - 1914年） - 1885年アウエルスペルク侯女ヨハンナと結婚、ロアン侯
      - マリア・ベルタ（1868年 - 1945年） - 1894年マドリード公カルロス・マリアと結婚
- ルイ＝ヴィクトル＝メリアデック（1766年 - 1846年） - 1800年姪ベルト公女と結婚、ロアン侯
- ジュール＝アルマン＝ルイ（1768年 - 1836年） - 1800年ザーガン女公ヴィルヘルミーネと結婚（1805年離婚）

3人の息子たちはいずれも男子を儲けられず、ロアン＝ゲメネ家は1846年断絶した。次女ジョゼフィーヌの子孫ロアン＝ロシュフォール家がゲメネ家の称号・資産をすべて相続し、その血統は現在まで続いている。